# Sude
Sude je německá řeka na západě Meklenburska-Přední Pomořanska, která na dolním toku krátce protíná i území Dolního Saska. Délka jejího toku je 85 km. Plocha povodí měří 2253,4 km².

## Průběh toku
Pramení v lese u Schwarzen Moor mezi Renzowem a Groß Welzinem a teče směrem na východ, přičemž krátce pod pramenem protéká jezero Dümmersee a pod ním přijímá zleva Zare. Poté se stáčí k jihu, protéká obcí Bandenitzem a pod dálnicí A24. Pokračuje východně od Hagenowu přes Kuhstorf a přijímá zprava od Hagenowu přitékající Schmaar. Níže teče na západ krátce přes území Dolního Saska, kde přijímá zleva Rögnitz. I dále udržuje západní směr, vrací se na území Meklenburska-Předního Pomořanska a přijímá zprava svůj největší přítok Schaale. Následně protéká jižní částí Boizenburgu a ústí zprava do Labe.

### Přítoky
- levé – Zare, Krainke, Rögnitz, Lake, Strohkirchener Bach, Kraaker Mühlenbach, Schwarzer Graben, Lehmkuhlener Bach
- pravé – Boize, Schaale, Strom, Schmaar, Kleine Sude

## Vodní režim
Průměrný průtok v ústí je 14 m³/s.